# Idomacromia
Idomacromia là một chi chuồn chuồn ngô thuộc họ Corduliidae. Nó gồm các loài:
- Idomacromia jillianae